# ياسر محمود
ياسر محمود هو مبارز بالسيف مصري، ولد في 5 نوفمبر 1975.

## وصلات خارجية
- ياسر محمود عيد على موقع أوليمبيديا (الإنجليزية)